# Cipridínids
Els cipridínids (Cypridinidae) són una família de crustacis ostracodes de l'ordre Myodocopida.

## Taxonomia
La família Cypridinidae conté els següents gèneres:
- Amphisiphonostra Poulsen, 1962
- Azygocypridina Sylvester-Bradley, 1950
- Bathyvargula Kornicker, 1968
- Codonocera Brady, 1902
- Cypridina Milne-Edwards, 1840
- Cypridinodes Brady, 1902
- Doloria Skogsberg, 1920
- Enewton Cohen i Morin, 2010
- Gigantocypris Skogsberg, 1920
- Hadacypridina Poulsen, 1962
- Isocypridina Kornicker, 1975
- Jimmorinia Cohen i Kornicker in Cohen, Kornicker i Iliffe, 2000
- Kornickeria Cohen i Morin, 1986
- Lowrya Parker, 1998
- Macrocypridina Skogsberg, 1920
- Melavargula Poulsen, 1962
- Metavargula Kornicker, 1970
- Monopia Poulsen, 1962
- Paracypridina Poulsen, 1962
- Paradoloria Poulsen, 1962
- Paravargula Cohen i Kornicker, 1975
- Photeros Cohen i Morin, 2010
- Pseudodoloria Kornicker, 1994
- Pterocypridina Poulsen, 1962
- Rheina Kornicker, 1989
- Rugosidoloria Kornicker, 1975
- Sheina Harding, 1966
- Siphonostra Skogsberg, 1920
- Skogsbergia Kornicker, 1974
- Vargula Skogsberg, 1920